# Heinrich Ignaz Franz Biber
Heinrich Ignaz Franz Biber von Bibern (Wartenberg am Roll, sinds 1945 Stráž pod Ralskem, 12 augustus 1644 — Salzburg, 3 mei 1704) was een Oostenrijks componist en violist van Boheemse herkomst.

## Levensloop
Biber werd in Stráž pod Ralskem (toentertijd Wartenberg), Bohemen geboren. Zijn basisopleiding kreeg hij aan het College van de Jezuïeten in Opava, (Duits: Troppau), Moravië, waar hij onder andere bekend werd met Pavel Josef Vejvanovský en Philipp Jacob Rittler. Vermoedelijk heeft hij in Praag, Dresden en Wenen gestudeerd onder andere bij de vioolvirtuoos Johann Heinrich Schmelzer.
In het begin van de jaren zestig van de 17de eeuw was hij als musicus in dienst van Vorst Johann Seyfried Eggenberg in Graz in de Oostenrijkse provincie Stiermarken (Steiermark). Later was hij kapelmeester tot 1670 van de beroemde kapel van de vorst-aartsbisschop van Olomouc (Duits: Olmütz) Karl von Lichtenstein-Kastelkorn, die op de zomerzetel van de bisschop, het kasteel Kroměříž (Duits: Kremsier) (nu: Paleis van de Přemysliden) musiceerden (beide plaatsen in de provincie Moravië). Aansluitend was hij violist en componist, dirigent en rentmeester aan het hof van de aartsbisschop van Salzburg Maximilian Gandolph von Khuenburg.
Op 30 mei 1672 huwde hij met Maria Weiß uit Salzburg. In 1690 werd hij - na een wachttijd van 9 jaar - eindelijk door keizer Leopold I van het Heilige Roomse Rijk met de adelstitel "Biber von Bibern" onderscheiden.
Zijn composities bestaan merendeels uit kerkmuziek, hoewel ook twee opera's van hem bekend zijn. Hij overleed op 59-jarige leeftijd in Salzburg.

## Composities

### Instrumentale muziek
- 1668 Sonata, voor 6 trompetten, pauken en orgel
- 1673 Sonata "La battaglia", suite voor 3 violen, 4 altviolen, 2 violone en basso continuo
- 1676 Sonatae, tam aris, quam aulis servientes (12 sonatas en 12 trompet duos) voor 6 tot 8 instrumenten (trompetten, strijkers en basso continuo) in verschillende combinaties
  1. 12 sonates
    1. "Sonata I" door "Musica Antiqua Köln" o.l.v. Reinhard Goebel en "Gabrieli Consort and Players", o.l.v. Paul McCreesh
    2. Sonata II
    3. Sonata III
    4. Sonata IV
    5. "Sonata V" door "Musica Antiqua Köln" o.l.v. Reinhard Goebel en "Gabrieli Consort and Players", o.l.v. Paul McCreesh
    6. Sonata VI
    7. "Sonata VII" door "Musica Antiqua Köln" o.l.v. Reinhard Goebel en "Gabrieli Consort and Players", o.l.v. Paul McCreesh
      1. Variatio
      2. Allegro
      3. Adagio
      4. Allegro
      5. Adagio

    8. Sonata VIII
    9. Sonata IX
    10. Sonata X
      1. Adagio
      2. Allegro
      3. Adagio
      4. Presto
      5. Allegro
      6. Adagio

    11. Sonata XI
    12. "Sonata XII" door "Musica Antiqua Köln" o.l.v. Reinhard Goebel en "Gabrieli Consort and Players", o.l.v. Paul McCreesh

  2. 12 trompetduo's
    1. A Due No. 1
    2. A Due No. 2
    3. A Due No. 3
    4. A Due No. 4
    5. A Due No. 5
    6. A Due No. 6
    7. A Due No. 7
    8. A Due No. 8
    9. A Due No. 9
    10. A Due No. 10
    11. A Due No. 11
    12. A Due No. 12
- 1680 Mensa sonora, seu Musica instrumentalis, zes suiten voor twee violen, altviool en basso continuo
  1. Pars I
    1. Sonata
    2. Allemanda
    3. Courante
    4. Sarabanda
    5. Gavotte
    6. Gigue
    7. Sonatina

  2. Pars II
  3. Pars III
  4. Pars IV
    1. Sonata
    2. Allemanda
    3. Courante
    4. Balletto
    5. Sarabanda
    6. Gigue
    7. Sonatina (Adagio)

  5. Pars V
  6. Pars VI
- 1682-1683 Sonatae "Fidicinium Sacro-Profanum", 12 sonates voor 2 violen, 2 altviolen en basso continuo
  1. Sonata No. 1 in b klein
  2. Sonata No. 2 in F groot
  3. Sonata No. 3 in d klein
  4. Sonata No. 4 in g klein
  5. Sonata No. 5 in C groot
  6. Sonata No. 6 in a klein
  7. Sonata No. 7 in D groot
  8. Sonata No. 8 in Bes groot
  9. Sonata No. 9 in G groot
  10. Sonata No. 10 in E groot
  11. Sonata No. 11 in c klein
  12. Sonata No. 12 in A groot
- 1696 Harmonia-Artificiosa-Ariosa, zeven suites voor strijkers en basso continuo
  1. Partia I
  2. Partia II
  3. Partia III
    1. Praeludium
    2. Allemande
    3. Amener
    4. Balletto
    5. Gigue
    6. Ciacona

  4. Partia IV
    1. Sonata
    2. Allamande
    3. Trazza
    4. Aria
    5. Canario
    6. Gigue
    7. Policinello

  5. Partia V
    1. Intrada
    2. Aria
    3. Balletto
    4. Gigue
    5. Passacaglia

  6. Partia VI
  7. Partia VII
- Balletti a 6, voor twee clarintrompetten en strijkers
  1. Sonata
  2. Allamanda
  3. Amener
  4. Aria
  5. Balletto
  6. Trazza
  7. Gavotte
  8. Canario
  9. Amoresca
  10. Sarabanda
  11. Gagliarde
  12. Ciacona
- Balletti Lamentabili
  1. Lamento
  2. Allemanda
  3. Sarabanda
  4. Gavotte
  5. Gigue
  6. Lamento
- Battalia "Die liederliche Gesellschaft von allerley Humor"
- Battalia "Das liederliche Schwärmen der Musquetirer", "Der Mars", "Die Schlacht", "Undt Lamento der Verwundten" mit Arien imitiert Und Vbaccho dedicirt, voor strijkers en basso continuo
- Battalia a 9
- Battalia "Allegro"
- Battalia "Presto"
- Battalia "Aria (Andante)"
- Battalia "Il Giardino Armonico"
- Sonata sancti Polycarpi à 9, voor 8 trompetten, pauken en cello

### Missen, cantates en andere gewijde muziek
- 1663 Salve regina à 2, voor sopraan, viool, viola da gamba en orgel
- 1673-1674 Missa Christi resurgentis
  1. "Gloria" door The English Concert o.l.v. Andrew Manze
- 1674 Vespers, voor 8 solisten, koor en orkest
- 1682 Missa Salzburgensis (Feest-mis voor het 1100-jarig bestaan van het aartsstift Salzburg)
  1. "Kyrie" door "The Amsterdam Baroque Orquestra and Choir" o.l.v. Ton Koopman
  2. "Gloria" door "Musica Antiqua Keulen" o.l.v. Reinhard Goebel
  3. "Sanctus" en "Benedictus" door "Musica Antiqua Keulen" o.l.v. Reinhard Goebel
  4. "Agnus Dei" door "The Amsterdam Baroque Orquestra and Choir" o.l.v. Ton Koopman
- 1682 Plaudite tympana, motet
- 1687 Applausi festivi di Giove, cantate
- 1687 Li trofei della fede cattolica, cantate
- 1687 Requiem à 15 in f klein, voor solisten, gemengd koor en orkest (voor de begrafenismis van de vorst-bisschop Maximilian Gandolph Reichsgraf von Khünberg)
- "I. Marcia Funebre" en "II. Introitus: Requiem Aeternam" door "La Capella Reial de Catalunya" en "Le Concert des Nations" o.l.v. Jordi Savall
- "III. Kyrie eleison" door "La Capella Reial de Catalunya" en "Le Concert des Nations" o.l.v. Jordi Savall
- "IV. Sequentia: Dies irae, dies illa door "La Capella Reial de Catalunya" en "Le Concert des Nations" o.l.v. Jordi Savall
- "V. Offertorium" door "La Capella Reial de Catalunya" en "Le Concert des Nations" o.l.v. Jordi Savall
- "VI. Sanctus" door "La Capella Reial de Catalunya" en "Le Concert des Nations" o.l.v. Jordi Savall
- "VIII. Agnus Dei" en "IX. Communio" door "La Capella Reial de Catalunya" en "Le Concert des Nations" o.l.v. Jordi Savall
- 1690 Requiem in A
- 1693 Vesperae Longiores ac Breviores Unacum Litaniis Lauretanis, voor 4 solisten, koor, strijkers, 2 trombones en orgel
- 1693 Vespro della Beata Vergine
  1. Antiphon "Dum Esset Rex"
  2. Dixit Dominus
  3. Antiphon "Dum Esset Rex"
  4. Antiphon "Laeva Ejus"
  5. Laudate Pueri
  6. Antiphon "Laeva Ejus"
  7. Antiphon "Jam Hiems"
  8. Laetatus Sum
  9. Antiphon "Jam Hiems"
  10. Antiphon "Nigra Sum"
  11. Nisi Dominus
  12. Antiphon "Nigra Sum"
  13. Antiphon "Speciosa Facta Es"
  14. Lauda Jerusalem
  15. Antiphon "Speciosa Facta Es"
  16. Ad Magnificat "Beatam Me Dicent"
  17. Magnificat
  18. Ad Magnificat "Beatam Me Dicent"
- 1698 Missa Alleluja, voor 8 solisten, gemengd koor, strijkers, 2 cornetten, 6 trompetten, 3 trombones, pauken en basso continuo
- 1700 Missa Bruxellensis
  1. "Kyrie" o.l.v. Jordi Savall
  2. "Sanctus" door "La Capella Reial de Catalunya" en "Le Concert des Nations" o.l.v. Jordi Savall
  3. "Agnus Dei" door "La Capella Reial de Catalunya" en "Le Concert des Nations" o.l.v. Jordi Savall
- 1701 Missa Sancti Henrici (uitgevoerd voor het intreden van zijn dochter Anna-Magdalena in het stift van de benedictijnen te "Nonnberg" Salzburg)
- Alleluja tres reges de Saba veniunt
- Laetatus Sum à 7
- Litaniae Sancto Josepho a 20
- Lux perpetua
- Media Vita In Morte Sumus a 6
- Missa catholica
- Missa ex B a 6
- Missa quadragesimalis (Missa in contrapuncto)
- Missa Scala Aretina
- Nisi dominus aedificaverit domum - Psalm 126, voor bas, viool en basso continuo
- Peccator Et consolator a 2
- Requiem Ex F con terza minore
- Surrexit Christus, Ciaccona voor viool en basso continuo
- Vesperae à 32, voor gemengd koor en orkest
  1. Magnificat
  2. Dixit Dominus
- Victori der Christen a-klein

### Muziektheater

#### Opera's
| Voltooid in | titel | aktes   | première                                 | libretto                   |
| ----------- | --- | ------- | ---------------------------------------- | -------------------------- |
| 1687        | Chi la dura la vince; (ook als Arminio bekend) opgedragen aan aartsbisschop Johann Ernst graaf von Thun en Hohenstein | 3 aktes | tussen einde 1690 en medio 1692 Salzburg | Francesco Maria Raffaelini |
| 1689        | Alessandro in Pietra                                                                                                  |         | 1689                                     |                            |
| 1699        | Tratenimento musicale del'Ossequio di Salisburgo                                                                      |         | 1699, Salzburg                           |                            |

#### Andere toneelwerken
- 13 Schooldramas

### Kamermuziek
- 1669 "Sonata representativa", voor viool en basso continuo (met imitatie van dierenstemmen)
  1. (Allegro)
  2. Nachtigall
  3. Cucu
  4. Fresch
  5. Die Henn, der Hann
  6. Die Wachtel
  7. Die Katz
  8. Musquetir Mars
  9. Allemande
- 1673 Sonata à 6, voor trompet, 2 violen, 2 altviolen en contrabas
- 1676 15 Mysteriensonatas (Rosenkranzsonaten) en Passacaglia, in scordatura met 16 verschillende stemmingen van de viool (opgedragen aan: Vorstaartsbisschop Maximilian Gandolf Graf von Khuenburg)

- 1. Die fünf freudenreichen ...
    1. Ankündigung der Geburt Christi (d klein) door het duo Maya Homburger (barokviool) en Barry Guy (contrabas) op 15 maart 2007 in de Jazzclub Moods te Zürich en Ankündigung der Geburt Christi (d klein) door Reinhard Goebel (viool), Phoebe Carrai (cello), Konrad Junghänel (luit) en Andreas Spring (klavecimbel en orgel)
    2. Mariae Besuch bei Elisabeth (A groot)
    3. Geburt Christi. Anbetung der Hirten (b klein)
    4. Christi Darstellung im Tempel (d klein)
    5. Der zwölfjährige Jesus im Tempel (A groot)

  2. Die fünf schmerzhaften ...
    1. Leiden Christi am Ölberg. Judas' Verrat (c klein) door het duo Maya Homburger (barokviool) en Barry Guy (contrabas) op 15 maart 2007 in de Jazzclub Moods te Zürich
    2. Die Geißelung Christi (F groot)
    3. "Die Dornenkrönung" Christi (Bes groot)
    4. Christi Kreuztragung. Gang nach Golgatha.
    5. "Die Kreuzigung Christi" (g klein) door het duo Maya Homburger (barokviool) en Barry Guy (contrabas) op 15 maart 2007 in de Jazzclub Moods te Zürich

  3. Die fünf glorreichen ...
    1. Auferstehung Christi (G groot)
    2. Christi Himmelfahrt (G groot)
    3. Die Ausgießung des Heiligen Geistes (d klein)
    4. Mariae Himmelfahrt (D groot)
    5. Mariae Krönung (C groot)

  4. Passacaglia (g klein) door Reinhard Goebel, barokviool
    1. Zonder tempo aangaven
    2. Adagio
    3. Allegro
    4. Adagio
- 1681 8 Vioolsonates
- Pastorella, voor viool en basso continuo
- Serenada à 5
- Sonata à 6 in Bes groot "die pauern-Kirchfarth genandt"
  1. Adagio - Presto
  2. Adagio
  3. Aria (Andante)
- Sonata à 7
- Sonate "der Nachtwächterruf"
- Sonate "La Pastorella", voor viool en basso continuo
- Sonata pro tabula à 10, voor 4 fluiten, 2 violen, 2 altviolen en cello door het "Mid-Penninsula Recorder Orchestra" en het "Palo Alto Chamber Orchestra"
- Trombet- und musikalischer taffeldienst à 4

## Publicaties
- Jiří Sehnal: Die "Sonatae a Violino solo, Salzburg 1681" von Heinrich Ignaz Franz Biber in: Konferenzbericht des Symposiums Pavel Josef Vejvanowsky, Kromeriz 1993, Österreichisches Ost- und Südosteuropa-Institut Brno, 1994.
- Jiří Sehnal: Die Kompositionen Heinrich Bibers in Kremsier (Kroměříž), Sborník prací Filosofické fakulty Brněnské university 19, 1970. pp. 21-39.
- Ernst Kubitschek: Heinrich Ignaz Franz Bibers Instrumentalschaffen in : Österreichische Musikzeitschrift 49. Jahrgang, 2/1994, S. 97-105
- Ernst Kubitschek: Heinrich Ignaz Franz Biber und Georg Muffat - zwei Meister nicht nur der Instrumentalmusik in: Österreichische Musik Zeitung 3-4/2004, S. 5-18.
- Ernst Kubitschek: Die Mysteriensonaten von Heinrich Ignaz Franz Biber in: Schläft ein Lied in allen Dingen, Festschrift für Konrad Ruhland zum 70. Geburtstag, Passau/Schongau 2003; Seite 161-184
- Antonín Breitenbacher: Hudební archiv kolegiátního kostela sv. Mořice v Kroměříži, Olomouc, 1928.
- Petrus Eder, Ernst Hintermaier: Heinrich Franz Biber 1644-1704: Musik und Kultur im hochbarocken Salzburg in: Studien und Quellen Salzburg, 1994.
- Ernst Hintermaier: Heinrich Ignaz Franz Biber (1644-1704) und das Musikleben Salzburgs, Barockberichte 8 & 9 1994, pp. 265-273.

## Discografie
- Missa Salisburgensis a 53 Voci, Escolania de Montserrat, Tölzer Knabenchor, Collegium Aureum, Ireneu Segarra, Harmonia Mundi, 1974
- Requiem à 15 Vesperae à 32, Els Bongers, Anne Grimm, Kai Wessel, Peter de Groot, Marcel Reyans, Simon Davies, René Steur, Kees-Jan de Koning, Amsterdam Baroque Orchestra & Choir, Ton Koopman OCLC 31626490
- Missa Bruxellensis – Jordi Savall, Le Concert des Nations, La Capella Reial de Catalunya – Alia Vox 9808
- Requiem / Battalia – Jordi Savall, La Capella Reial de Catalunya, Le Concert des Nations – Alia Vox 9825
- Biber: Passacaglia voor altviool solo, bewerkt door Marco Misciagna (Live) - MM08 - Marco Misciagna, viola